# Samantha Bailey
Samantha Ann Bailey (21 de noviembre de 2001) es una actriz infantil estadounidense. Es conocida por su papel en la serie The Young and the Restless como Summer Newman. También ha aparecido en Pushing Daisies como la versión más joven del personaje de Kristin Chenoweth, Olive Snook.

## Vida y carrera
Bailey nació en Mission Hills (California). Tuvo un papel secundario en la película The Hottie and the Nottie, así como en las series de televisión NCIS, Pushing Daisies, y Criminal Minds. Bailey tuvo un papel recurrente como Summer Newman en The Young and the Restless. Se unió al Screen Actors Guild en 2007 y AFTRA en 2009.

## Filmografía

### Películas
| Año  | Título                    | Papel        | Notas |
| ---- | ------------------------- | ------------ | ----- |
| 2008 | The Hottie and the Nottie | Niña pequeña |       |
| 2012 | Let Your Light Shine      |              | Corto |
| 2013 | 63lbs                     | Windy        | Corto |

### Televisión
| Año       | Título                     | Papel         | Notas                    |
| --------- | -------------------------- | ------------- | ------------------------ |
| 2006      | The Chelsea Handler Show   | Niña pequeña  | "1.7"                    |
| 2007      | NCIS                       | Ángel pequeño | "Angel of Death"         |
| 2008      | Pushing Daisies            | Joven Olive   | "Bad Habits"             |
| 2008      | Criminal Minds             | Jenny Hill    | "Normal"                 |
| 2009-2012 | The Young and the Restless | Summer Newman | Papel recurrente         |
| 2010      | Ghost Whisperer            | Emily Bradley | "Lethal Combination"     |
| 2010      | Weeds                      | Niña Ansiosa  | "To Moscow, and Quickly" |
| 2011      | Mad Love                   | Joven Kate    | "The Kate Gatsby"        |
| 2013      | The Good Mother            | Hillary       | Película para TV         |

## Premios y nominaciones
| Year | Award              | Result  | Category                                                                              | Film or series  |
| ---- | ------------------ | ------- | ------------------------------------------------------------------------------------- | --------------- |
| 2011 | Young Artist Award | Ganador | Mejor Actuación en una Serie de Televisión - Joven Actriz Invitada de 10 Años o Menos | Ghost Whisperer |